# Campeonato Mundial de Gimnasia Rítmica de 2026
El XLII Campeonato Mundial de Gimnasia Rítmica se celebrará en Berlín (Alemania) entre el 30 de septiembre y el 4 de octubre de 2026 bajo la organización de la Federación Internacional de Gimnasia (FIG) y la Federación Alemana de Gimnasia.
Las competiciones se realizarán en el Pabellón Max Schmeling de la capital alemana. 